# Lazareth – Az erdő mélyén
A Lazareth – Az erdő mélyén (eredeti cím: Lazareth) 2024-ben bemutatott amerikai filmthriller, melyet Alec Tibaldi írt és rendezett. A főbb szerepekben Ashley Judd, Sarah Pidgeon, Katie Douglas és Asher Angel látható.
Amerikában 2024. május 10-én mutatták be a mozikban és a Video on Demand szolgáltatáson. Magyarországon a Paramount Network mutatta be 2024. november 29-én.

## Cselekmény
Szüleik halála után Lee örökbe fogadja unokahúgait, Imogen-t  és Maeve-t, és egy távoli faházban neveli őket, miközben halálos járvány tombol a környezetükben. Több mint 10 éven keresztül a lányokat úgy nevelni, hogy soha ne hagyják el az erdőt, kerülniük kell mindenféle kapcsolatot a kívülállókkal, és egyedül Lee-re támaszkodnak, mint a külvilággal való kapcsolatukra. Lee meggyőződött róla, hogy ez a túlélés kulcsa a mostani fertőző és erőszakos világban. 
Amikor Imogen és Maeve egy sérült férfit fedeznek fel a közeli erdőben, Lee abszolút kontrollja kezd felbomlani, ahogy a belé vetett hitük, és minden, amit eddig ismertek, kezd szertefoszlani.

## Szereplők
| Szerep  | Színész        | Magyar hang    |
| ------- | -------------- | -------------- |
| Lee     | Ashley Judd    | Bertalan Ágnes |
| Imogen  | Katie Douglas  | Ruszkai Szonja |
| Maeve   | Sarah Pidgeon  | Nagy Katica    |
| Owen    | Asher Angel    | Nikas Dániel   |
| Morian  | Edward Balaban | Penke Bence    |
| Squilly | Eddie Wollrabe | Hám Bertalan   |

### Magyar változat
- Magyar szöveg: Lai Gábor
- Szinkronrendező: Tarján Péter

A szinkront a Labor Film Szinkronstúdió készítette. 

## A film készítése
2023 májusában bejelentették, hogy a forgatás Oregonban befejeződött.

## Fogadtatás
A Rotten Tomatoes-on 16 kritika alapján 25%-os értékelést kapott. Matthew Donato, a Collider munkatársa 10-ből 5-re értékelte a filmet. Julian Roman a MovieWebtől ötből két és fél csillagot adott a filmre. Nell Minow a RogerEbert.com-tól ötből két és fél csillagot adott a filmre.